# Jerzy Fredro (zm. 1582)
Jerzy Fredro herbu Bończa (ur. ok. 1524 roku – zm. w 1582 roku) – wojski samborski w latach 1578-1582, sędzia kapturowy ziemi przemyskiej w 1574 roku.
Syn Franciszka i Katarzyny Derszniakównej, żonaty z Anną Kinicką.
Prawdopodobnie poseł na sejm konwokacyjny 1573 roku i sejm elekcyjny 1575 roku z ziemi przemyskiej.